# Cryptascoma
Cryptascoma — рід грибів. Назва вперше опублікована 1988 року.

## Класифікація
До роду Cryptascoma відносять 2 види:
- Cryptascoma bisetula
- Cryptascoma bisetulum